# Federico Carlo Augusto di Lippe-Biesterfeld
Federico Carlo Augusto di Lippe-Biesterfeld (Biesterfeld, 20 gennaio 1706 – Friedrichsruh, 31 luglio 1781) fu conte di Lippe e signore di Lippe-Biesterfeld, Sternberg e Schwalenberg ed un cavaliere dell'ordine dell'Aquila rossa.
Era il maggiore dei figli maschi di Rodolfo Ferdinando di Lippe-Biesterfeld (1671 - 1736) e di sua moglie, la contessa Giuliana Luisa di Kunowitz (1671 - 1754) e nipote del fondatore del ramo Giudoco Ermanno.

## Vita
Federico Carlo Augusto fu l'ultimo signore di Biesterfeld. Durante il suo regno, fece trasferire la fabbrica di birra del maniero di Schwalenberg a Biestereld e aggiunse una distilleria, investendo 6000 talleri in questo sforzo. Nel 1763, costruì un casino di caccia, chiamato Friedrichsruh in suo onore. Il vicino villaggio fu in seguito ribattezzato come il casino di caccia.  Tuttavia, il casino di caccia fu demolito nel 1859 per fare spazio ad una pensione. Otto von Bismarck acquisto poi Friedrichsruh e lo unì al suo maniero di Sachsenwald. Ampliò la struttura per un castello, che è ancora chiamato Friedrichsruh Castle.

## Matrimonio e figli
Il conte Federico Carlo Augusto sposò il 7 maggio 1732 la contessa Barbara Eleonora di Solms-Baruth (30 ottobre 1707 - 16 giugno 1744). Ebbero i seguenti figli:
- Guglielmina Luisa Costantina (15 giugno 1733 - 18 febbraio 1766)

sposò il conte Sigfrido di Promnitz (1734-1760), figlio del conte Ermanno II di Promnitz
sposò poi il conte Giovanni Cristiano II di Solms-Baruth (1733-1800)
- Simone Rodolfo Ferdinando (6 ottobre 1734 - 23 maggio 1739)
- Carlo Ernesto Casimiro (2 novembre 1735 - 19 novembre 1810)

sposò la contessa Ferdinanda di Bentheim-Tecklenburg-Rheda (1734-1779)
- Federico Guglielmo (25 gennaio 1737 - 31 luglio 1803)

sposò la contessa Elisabetta Giovanna di Meinertzhagen (1752-1811)
- Maria Guglielmina Enrichetta (5 dicembre 1740 - 19 aprile 1741)
- Enrico Luigi (21 aprile 1743 - 16 settembre 1794)

sposò Christine Elisabeth Kellner (1765-1794), creata contessa di Falkenflucht nel 1790
- Maria Barbara Eleonora (16 giugno 1744 - 16 giugno 1776)

sposò il conte Guglielmo di Schaumburg-Lippe (1724-1777)
- Ferdinando Giovanni Beniamino (16 giugno 1744 - 23 aprile 1772)

sposò la contessa Guglielmina di Schönburg-Lichtenstein (1746-1819)

## Ascendenza
|                                                        |                                   |                                                          | Genitori                                              |  |  | Nonni |  |  | Bisnonni                              |  |  | Trisnonni                     |  |
|                                                        |                                   |                                                          |                                                       |  |  |       |  |  | 8. Simone VII, conte di Lippe-Detmold |  |  | 16. Simone VI, conte di Lippe |  |
|                                                        |                                   |                                                          |                                                       |  |  |       |  |  | 8. Simone VII, conte di Lippe-Detmold |  |  | 16. Simone VI, conte di Lippe |  |
|                                                        |                                   | 17. Elisabetta di Holstein-Schaumburg                    |                                                       |  |  |       |  |  | 8. Simone VII, conte di Lippe-Detmold |  |  |                               |  |
| 4. Giudoco Ermanno, conte di Lippe-Biesterfeld         |                                   |                                                          |                                                       |  |  |       |  |  | 8. Simone VII, conte di Lippe-Detmold |  |  |                               |  |
|                                                        |                                   | 9. Maria Maddalena di Waldeck-Wildungen                  | 18. Cristiano, conte di Waldeck-Wildungen             |  |  |       |  |  |                                       |  |  |                               |  |
|                                                        |                                   | 9. Maria Maddalena di Waldeck-Wildungen                  | 18. Cristiano, conte di Waldeck-Wildungen             |  |  |       |  |  |                                       |  |  |                               |  |
|                                                        |                                   | 9. Maria Maddalena di Waldeck-Wildungen                  | 19. Elisabetta di Nassau-Siegen                       |  |  |       |  |  |                                       |  |  |                               |  |
| 2. Rodolfo Ferdinando, conte di Lippe-Biesterfeld      |                                   | 9. Maria Maddalena di Waldeck-Wildungen                  |                                                       |  |  |       |  |  |                                       |  |  |                               |  |
|                                                        |                                   | 10. Giovanni VIII, conte di Sayn-Wittgenstein-Hohenstein | 20. Luigi II, conte di Sayn-Wittgenstein-Wittgenstein |  |  |       |  |  |                                       |  |  |                               |  |
|                                                        |                                   | 10. Giovanni VIII, conte di Sayn-Wittgenstein-Hohenstein | 20. Luigi II, conte di Sayn-Wittgenstein-Wittgenstein |  |  |       |  |  |                                       |  |  |                               |  |
|                                                        |                                   | 10. Giovanni VIII, conte di Sayn-Wittgenstein-Hohenstein | 21. Elisabetta Giuliana di Solms-Braunfels            |  |  |       |  |  |                                       |  |  |                               |  |
| 5. Elisabetta Giuliana di Sayn-Wittgenstein-Hohenstein |                                   | 10. Giovanni VIII, conte di Sayn-Wittgenstein-Hohenstein |                                                       |  |  |       |  |  |                                       |  |  |                               |  |
|                                                        |                                   | 11. Anna Augusta di Waldeck-Wildungen                    | 22. Cristiano, conte di Waldeck-Wildungen (= 18)      |  |  |       |  |  |                                       |  |  |                               |  |
|                                                        |                                   | 11. Anna Augusta di Waldeck-Wildungen                    | 22. Cristiano, conte di Waldeck-Wildungen (= 18)      |  |  |       |  |  |                                       |  |  |                               |  |
|                                                        |                                   | 11. Anna Augusta di Waldeck-Wildungen                    | 23. Elisabetta di Nassau-Siegen (= 19)                |  |  |       |  |  |                                       |  |  |                               |  |
| 1. Federico Carlo Augusto, conte di Lippe-Biesterfeld  |                                   | 11. Anna Augusta di Waldeck-Wildungen                    |                                                       |  |  |       |  |  |                                       |  |  |                               |  |
|                                                        | 12. Giovanni Bernardo di Kunowitz | 24. Giovanni Getrzich di Kunowitz                        |                                                       |  |  |       |  |  |                                       |  |  |                               |  |
|                                                        | 12. Giovanni Bernardo di Kunowitz | 24. Giovanni Getrzich di Kunowitz                        |                                                       |  |  |       |  |  |                                       |  |  |                               |  |
|                                                        | 12. Giovanni Bernardo di Kunowitz | 25. Maddalena di Hardegg                                 |                                                       |  |  |       |  |  |                                       |  |  |                               |  |
| 6. Giovanni Teodorico, conte di Kunowitz               | 12. Giovanni Bernardo di Kunowitz |                                                          |                                                       |  |  |       |  |  |                                       |  |  |                               |  |
|                                                        |                                   | 13. Anna Elisa di Wrbna-Freudenthal                      | 26. Giorgio, conte di Wrbna-Freudenthal               |  |  |       |  |  |                                       |  |  |                               |  |
|                                                        |                                   | 13. Anna Elisa di Wrbna-Freudenthal                      | 26. Giorgio, conte di Wrbna-Freudenthal               |  |  |       |  |  |                                       |  |  |                               |  |
|                                                        |                                   | 13. Anna Elisa di Wrbna-Freudenthal                      | 27. Elisabetta di Eitzing                             |  |  |       |  |  |                                       |  |  |                               |  |
| 3. Giuliana Luisa di Kunowitz                          |                                   | 13. Anna Elisa di Wrbna-Freudenthal                      |                                                       |  |  |       |  |  |                                       |  |  |                               |  |
|                                                        |                                   | 14. Ottone, conte di Lippe-Brake                         | 28. Simone VI, conte di Lippe                         |  |  |       |  |  |                                       |  |  |                               |  |
|                                                        |                                   | 14. Ottone, conte di Lippe-Brake                         | 28. Simone VI, conte di Lippe                         |  |  |       |  |  |                                       |  |  |                               |  |
|                                                        |                                   | 14. Ottone, conte di Lippe-Brake                         | 29. Elisabetta di Holstein-Schaumburg                 |  |  |       |  |  |                                       |  |  |                               |  |
| 7. Dorotea di Lippe-Brake                              |                                   | 14. Ottone, conte di Lippe-Brake                         |                                                       |  |  |       |  |  |                                       |  |  |                               |  |
|                                                        |                                   | 15. Margherita di Nassau-Dillenburg                      | 30. Giorgio V, conte di Nassau-Dillenburg             |  |  |       |  |  |                                       |  |  |                               |  |
|                                                        |                                   | 15. Margherita di Nassau-Dillenburg                      | 30. Giorgio V, conte di Nassau-Dillenburg             |  |  |       |  |  |                                       |  |  |                               |  |
|                                                        |                                   | 15. Margherita di Nassau-Dillenburg                      | 31. Anna Amalia di Nassau-Saarbrücken                 |  |  |       |  |  |                                       |  |  |                               |  |
|                                                        |                                   | 15. Margherita di Nassau-Dillenburg                      |                                                       |  |  |       |  |  |                                       |  |  |                               |  |